# Zagyvarékas
Zagyvarékas község az Észak-Alföldi régióban, Jász-Nagykun-Szolnok vármegye Szolnoki járásában.

## Fekvése
Az Alföldön, Jász-Nagykun-Szolnok vármegye nyugati részén fekszik, a Jászság déli határánál, a Zagyva folyó mellett. Szolnok, a megyeszékhely kb. 10 km-re található. Szomszédos települések: Szolnok, Szászberek, Újszász.

### Megközelítése
Közúton a 32-es főútról egy alsórendű úton érhető el, illetve szintén egy mellékúton Szászberek felől (mindkét útszakasz ugyanannak az útnak a része, amely a 32 135-ös számozást viseli).
A közúti tömegközlekedést a Volánbusz biztosítja.
Zagyvarékas megállóhely a MÁV 120-as számú Szajol–Lőkösháza-vasútvonal, a 82-es számú Hatvan–Újszász-vasútvonal, és a 86-os számú Vámosgyörk–Újszász-vasútvonal közös szakaszán található, a településtől kb. 3 kilométerre, közúti elérését a 32-es főútból délnyugat felé kiágazó 31 331-es számú mellékút biztosítja.

## Története
Régészeti leletek tanúsága szerint Zagyvarékas területe igen régen lakott hely. Kevés ásatás folyt ezen a részen, ám e ritka alkalmak során rábukkantak egy Kr. e. 3000 körüli rézkori telepnyomra.
Az i. sz. 10–15 közötti tárgyi emlékek azt bizonyítják, hogy akkor az iráni nyelvet beszélő szarmaták éltek itt.
A 7. században avarok lakták a területet. Honfoglalás kori leleteket is találtak a régészek a környéken.
Első írásos emlékei 1347-ből származnak, Rekas alakban írva említik.
1347 után Rékas többször elnéptelenedett, de mindig újra lakott hely lett. A 14. században Külső-Szolnok vármegyéhez tartozott. A 15. századtól Heves vármegyéhez tartozó falu. 1546-tól a budai szandzsák pesti nahijéhez tartozik, valószínűleg a török kiűzéséig. A történészek úgy vélik, hogy Rékas a tizenöt éves háború idején elpusztult. 1596-ban a fontos szolnoki vár közelében lévő Rékast Mehmed szultán hadai bizonyára pusztává tették.
A 16. században a váci püspökség birtoka volt, majd többször elnéptelenedett, míg 1710 táján katolikus magyarok telepítették újra.
A település lakói részt vettek az 1848–49-es forradalom és szabadságharcban is.
A kiegyezés után, a dualizmus idején a község is dinamikusan fejlődött, melyre kedvező hatással volt a szolnok–újszászi vasútvonal kiépülése.
Az első világháborúban kb. 900-an vettek részt a faluból, közülük mintegy 170-en haltak hősi halált.
1919-ben, a Tanácsköztársaság idején az északi (csehszlovák) hadjáratból visszatérő 101. Vörös Gyalogezred állomásozott a településen, és megpróbálta megakadályozni (sikertelenül) Szolnok román elfoglalását.
A második világháború során a szovjet Vörös Hadsereg 2. Ukrán Frontja alá tartozó 7. Gárda Hadsereg és a 6. Gárda Harckocsi Hadsereg alakulatai rohanták le Zagyvarékast és ezzel kiűzve az ott állomásozó Német Véderőt, 1944. november 4-én.
Korábban Pest-Pilis-Solt-Kiskun vármegyéhez tartozott, 1950 óta önálló település.
Házai jórészt új külsőt öltöttek az elmúlt évtizedekben, de még fellelhetők a népi építészet emlékei is, a fűrészelt oromfalak.

## Közélete
A települési önkormányzat címe: 5051 Zagyvarékas, Rákóczi út 56., telefonszáma: 56/540-020, faxszáma: 56/540-024; e-mailes elérhetőségei: E-mail Archiválva 2010. június 15-i dátummal a Wayback Machine-ben, hivatal@zagyvarekas.hu, hivatalos honlapja: www.zagyvarekas.hu. A településen Cigány Nemzetiségi Önkormányzat is működik. A község tagja a Települési Önkormányzatok Országos Szövetségének (TÖOSZ).

### Polgármesterei
- 1990–1993: Tar Imre (független)[3][4]
- 1993–1994: Agócs Gyula (nem ismert)[5]
- 1994–1998: Agócs Gyula (független)[6]
- 1998–2002: Agócs Gyula (független)[7]
- 2002–2006: Kurucz László (független)[8]
- 2006–2010: Agócs Gyula (független)[9]
- 2010–2014: Jánosi József (Fidesz)[10]
- 2014–2019: Jánosi József (Fidesz–KDNP)[11]
- 2019–2022: Kurucz László (független)[12]
- 2022–2024: Polónyi László (független)[13]
- 2024– : Polónyi László (független)[1]

1993. június 19-én időközi polgármester-választást tartottak a településen Tar Imre lemondása miatt, azonban eredménytelensége miatt július 3-án meg kellett ismételni.
A településen a 2002. október 20-án megtartott önkormányzati választás érdekessége volt, hogy az országos átlagot jóval meghaladó számú, összesen 7 polgármesterjelölt indult. Ilyen nagy számú jelöltre abban az évben az egész országban csak 24 település lakói szavazhattak, ennél több (8 vagy 10) aspiránsra pedig hét másik településen volt példa.
2022. szeptember 25-én újból időközi polgármester-választást kellett tartani a településen, a korábbi polgármester néhány hónappal korábbi lemondása miatt.

## Nevének eredete
A Rékas helynév feltételezések szerint a szláv reka, azaz folyó főnévnek a magyar -s képzős származéka lehet. Alakilag hatott rá a magyar rékás, azaz szennyes, mosatlan edény főnév.

## Népesség
A település népességének változása:
| Lakosok száma | 3441 | 3427 | 3440 | 3523 | 3557 | 3562 | 3523 |
|               | 2013 | 2014 | 2017 | 2021 | 2022 | 2023 | 2024 |

2001-ben a település lakosságának 97%-a magyar, 3%-a cigány nemzetiségűnek vallotta magát.
A 2011-es népszámlálás során a lakosok 85,1%-a magyarnak, 9% cigánynak, 0,3% németnek mondta magát (14,8% nem nyilatkozott; a kettős identitások miatt a végösszeg nagyobb lehet 100%-nál).
2022-ben a lakosság 88,4%-a vallotta magát magyarnak, 4,7% cigánynak, 0,2-0,2% bolgárnak, németnek és ukránnak, 0,1-0,1% lengyelnek, horvátnak, románnak, szlovénnek és szerbnek, 1,7% egyéb, nem hazai nemzetiségűnek (11,6% nem nyilatkozott; a kettős identitások miatt a végösszeg nagyobb lehet 100%-nál).

## Vallás
A 2001-es népszámlálás adatai alapján a lakosok kb. 64%-a vallotta magát római katolikusnak, 4,5%-a reformátusnak, 0,5%-a evangélikusnak, és szintén kb. 0,5%-a görögkatolikusnak. Nem tartozik egyetlen egyházhoz vagy felekezethez sem, illetve nem válaszolt kb. 30%, míg más egyházhoz tartozik kb. 0,5%.
2011-ben a vallási megoszlás a következő volt: római katolikus 41,7%, református 3,5%, görögkatolikus 0,2%, evangélikus 0,3%, felekezeten kívüli 28% (25,5% nem nyilatkozott).
2022-ben vallása szerint 22,9% volt római katolikus, 3,3% református, 0,3% görög katolikus, 0,1% evangélikus, 1,4% egyéb keresztény, 0,4% egyéb katolikus, 22,5% felekezeten kívüli (49% nem válaszolt).

### Római katolikus egyház
A Váci Egyházmegye (püspökség) Szolnoki Főesperességének Szolnoki Esperesi Kerületébe tartozik, mint önálló plébánia. Plébániatemplomának titulusa: Szent Imre. Római katolikus anyakönyveit 1724-től vezetik.

### Református egyház
A Dunamelléki Református Egyházkerület (püspökség) Délpesti Református Egyházmegyéjébe (esperesség) tartozik. Nem önálló anyaegyházközség.

### Evangélikus egyház
Az Északi Evangélikus Egyházkerület (püspökség) Dél-Pest Megyei Egyházmegyéjének (esperesség) Szolnoki Evangélikus Egyházközségéhez tartozik, mint szórvány.

### Görögkatolikus egyház
A Debreceni Metropolia szegedi Esperesi Kerületében lévő szolnoki Szentlélekről elnevezett görögkatolikus paróchiához tartozik, mint filia.

## Természeti értékek
- A Zagyva folyó és árterülete: Az Alsó-Zagyva hullámtere helyi természetvédelmi terület.

## Nevezetességei
- Római katolikus (Szent Imre-) templom: 1737-ben[20] építtette Althann Mihály Károly váci püspök, barokk stílusban. Később többször - legutóbb 1908-ban - átépítették.
- Nepomuki Szent János-szobor: 1794-ben készült. 1913-ban állították fel újra.
- Emlékmű: A települést említő első írásos emlék keletkezésének 650. évfordulóján, 1997-ben állították fel.
- Helytörténeti gyűjtemény
- 1848-as emlékmű
- Első és második világháborús hősi emlékművek
- Millecentenáriumi emlékmű
- Kőkeresztek
- Trianon-emlékmű